# Mathias Jensen
Mathias Jensen, född 1 januari 1996, är en dansk fotbollsspelare som spelar för Brentford och Danmarks landslag.